# Suicide d'Amanda Todd
Amanda Michelle Todd (née le 27 novembre 1996 en Colombie-Britannique, Canada) est une adolescente canadienne. Elle se suicide le 10 octobre 2012 dans sa maison de Port Coquitlam (Colombie-Britannique, Canada),. Peu avant sa mort, Amanda Todd publie sur YouTube une vidéo dans laquelle elle utilise une série de post-its pour raconter son expérience en matière de chantage, de harcèlement et d’agression physique,. La vidéo fait le tour du monde après sa mort, au point que l’affaire est relayée par la presse internationale. La Gendarmerie royale du Canada et les médecins légistes de la Colombie-Britannique lancent alors une enquête sur son suicide,.
Au moment de sa mort, Amanda Todd est en classe de seconde, au CABE Secondary de Coquitlam, une école qui s’occupe d’étudiants ayant vécu des problèmes sociaux ou de comportement dans d’autres établissements au préalable.
En réaction à sa mort, Christy Clark, première ministre de la Colombie-Britannique, publie en ligne une déclaration dans laquelle elle exprime ses condoléances à la famille et appelle à un débat national sur la criminalisation de la cyberintimidation. Par ailleurs, une motion est introduite à la Chambre des communes du Canada, visant, d’une part, à proposer une enquête sur l’impact du harcèlement au Canada et, d’autre part, à renforcer le financement et le soutien aux associations luttant contre ce phénomène. Carol Todd, la mère d’Amanda, crée la Fondation Amanda Todd. Cette organisation s’emploie à recueillir des dons en faveur de programmes de sensibilisation à la lutte contre le harcèlement. Elle soutient également des programmes destinés aux jeunes souffrant de problèmes de santé mentale.

## Contexte et suicide
Le 7 septembre 2012, Amanda Todd publie une vidéo de 9 minutes sur YouTube intitulée My Story: Struggling, bullying, suicide and self-harm (Mon histoire : lutte, harcèlement, suicide et automutilation). Elle y montre une série de post-its racontant son vécu en matière de harcèlement. La vidéo fait le tour du monde et est visionnée plus de 1 600 000 fois, relayée par des sites d’informations à travers le monde,.
Dans la vidéo, Amanda Todd écrit qu’en classe de cinquième, elle essaie de se faire de nouvelles relations en utilisant les chats « vidéo » sur Internet et qu’elle reçoit des compliments sur son physique. Un inconnu la convainc alors de lui montrer sa poitrine sur la webcam.
Un an plus tard, l’individu la retrouve. Il la contacte sur Facebook et la soumet à un chantage la menaçant de diffuser une photographie d’elle dénudée à ses amis, à moins qu’elle ne lui « fasse un show ».
Elle écrit que, durant les congés de Noël de cette année-là, la police frappe à sa porte à 4 h du matin, pour l'informer que la photo avait été envoyée à tous ses proches. Elle écrit qu’elle commence à faire face à des problèmes d’anxiété, de dépression et à des crises de panique à la suite de cette histoire. Sa famille emménage dans une nouvelle maison, où Amanda déclare avoir commencé à consommer de l’alcool et des drogues.
Un an passe et l’individu réapparaît : il crée un profil Facebook avec la photo dénudée d’Amanda en guise d’avatar, tout en contactant ses camarades de classe dans sa nouvelle école. À nouveau malade, sa vie sociale détruite, Amanda change d’école pour la seconde fois.
Tout va plutôt mieux, même si elle est encore très seule, mais un mois plus tard, elle reprend contact avec un « vieil ami » et entame une correspondance avec lui. L’ami l’invite chez lui, où ils ont une relation sexuelle, alors que la petite amie du garçon était en vacances. La semaine suivante, la petite amie et un groupe d’autres personnes viennent à sa nouvelle école et l’agressent physiquement devant tout le monde en lui criant des insultes et en lui donnant des coups de poing jusqu’à ce qu’elle s’écroule au sol. À la suite de l’agression, Amanda tente de se suicider en ingérant de l’eau de Javel, mais survit après un transfert aux urgences de l’hôpital où elle subit un lavage d'estomac. Dans la vidéo, elle commente cet épisode : « Cela m’a tuée intérieurement et j'ai pensé que j’allais mourir. »
À son retour chez elle, Amanda découvre sur Facebook des messages de haine à propos de sa tentative de suicide ratée. Elle emménage alors dans une autre ville avec sa mère pour repartir à zéro, mais six mois plus tard, des messages d'insultes et des injures sont toujours publiés sur les réseaux sociaux. Elle ne parvient pas à échapper à son passé ni à son persécuteur. Selon sa mère, « à chaque fois qu’elle changeait d’école, il s’infiltrait et devenait un ami Facebook. Il se présentait online aux élèves de la nouvelle école en prétendant qu’il allait être un nouvel étudiant dans celle-ci, qu’il commençait la semaine suivante et qu’il voulait des amis, s’ils pouvaient l’accepter en tant que tel sur Facebook. Il finissait par réunir les noms des gens et envoyait la vidéo d’Amanda à sa nouvelle école », aux étudiants, professeurs et parents. L’état mental d’Amanda empire : elle commence à se mutiler. Bien qu’elle prenne les anti-dépresseurs prescrits et bénéficie d’un suivi psychologique, elle fait une overdose et est hospitalisée deux jours.
Amanda est tourmentée par d’autres étudiants à l’école pour ses mauvaises notes, une conséquence de ses troubles du langage et de l’apprentissage et du temps passé à l’hôpital pour soigner sa grave dépression. « Ça ne l’a guère aidée : à sa sortie de l’hôpital, ces temps-ci, les enfants avaient commencé à la traiter de psychopathe, en disant qu’elle avait été dans un hôpital pour les fous », disait sa mère. « Elle est allée à l’hôpital, a eu une thérapie, était suivie psychologiquement, elle était sur la bonne voie. Le jour où elle est sortie, cela s’est passé comme ça. Je secoue la tête et pense : “Ces enfants sont-ils donc si méchants, ne songent-ils pas vraiment à ce que cela serait, si c’était eux ?” ».
Le 10 octobre 2012, vers 18 h, Amanda Todd est retrouvée pendue chez elle à seulement 15 ans .

## Enquête
Une enquête préliminaire, menée par le service des médecins légistes de la Colombie-Britannique, conclut que la mort d’Amanda Todd est bien due à un suicide. Les enquêteurs connaissent les moyens qu’elle a utilisés pour mourir, mais refusent de rendre l’information publique. La cause de la mort est rapportée par les médias comme étant un suicide par pendaison.
La Gendarmerie royale du Canada et le service des médecins légistes de la Colombie-Britannique lancent tous les deux une enquête avec vingt enquêteurs travaillant à temps plein sur l’affaire. Les brigades criminelles de Coquitlam et Ridge Meadows collaborent dans le cadre de l’enquête, mènent des interrogatoires et examinent les facteurs potentiels qui ont pu contribuer au décès d’Amanda Todd.
Les enquêteurs passent en revue le contenu des réseaux sociaux et contrôlent activement les pages concernées.
L’organisation nationale canadienne Cybertip.ca signale avoir reçu une information concernant Amanda Todd, environ un an auparavant. L’Association contre l’exploitation des enfants déclare qu’en novembre 2011, un citoyen inquiet a signalé que des images d'Amanda Todd circulaient sur Internet. Cette information avait été fournie à la police, ainsi qu’aux agences de protection de l’enfant.
En avril 2014, la presse signale qu'un homme suspecté d'être le harceleur d'Amanda Todd a été arrêté aux Pays-Bas. Le même mois, la police montée canadienne annonce que l'homme est accusé d'extorsion, de racolage sur Internet, de harcèlement criminel, ainsi que de la détention et la diffusion de pornographie juvénile au titre de ses activités supposées à l'encontre d'Amanda Todd et d'autres victimes juvéniles, garçons et filles. La mère d'Amanda Todd a remercié la police, en déclarant cependant qu'elle croyait que plus d'une personne étaient impliquées.

## Réaction
Le suicide d’Amanda Todd fait l'objet d'une couverture médiatique internationale. La plupart des sites de presse fournissent un lien vers la vidéo YouTube d’Amanda, ainsi qu’une adresse électronique fournie par la Gendarmerie royale du Canada (GRC), qui lance ainsi un appel à témoins au public. Dans les 24 heures qui suivent l’appel, plus de 400 témoignages sont reçus. La GRC déclare que cette enquête a été entravée par une grande quantité de fausses informations, trouvées dans les commentaires postés au sujet de la mort d’Amanda, mais aussi par des arnaques prétendant réunir des fonds pour sa famille.
Le 19 octobre 2012, plusieurs veillées ont lieu à travers le Canada et dans le monde, en mémoire d’Amanda Todd et des autres victimes de harcèlement. Une minute de silence est observée par 250 000 étudiants du conseil scolaire du district de Toronto. Le même jour, la mère d’Amanda est invitée à l’événement WeDay 2012 à Vancouver, une semaine après la mort de sa fille. Le harcèlement y compte déjà parmi les sujets à aborder, avant le décès d’Amanda Todd ; il est abordé par des intervenants tels que Magic Johnson, la musicienne Demi Lovato, particulièrement investie dans la cause anti-harcèlement et la première ministre de la Colombie-Britannique, Christy Clark.
Dans un premier temps, la mère d’Amanda Todd s’est vu refuser l’accès à une conférence anti-harcèlement, par crainte de susciter des sentiments extrêmes parmi les autres participants. La famille est par la suite invitée aux événements postérieurs.
Le 18 novembre 2012, six cents personnes se réunissent à une cérémonie d’adieu finale au Red Robinson Show Theatre à Coquitlam, près de chez elle. Carol, la mère d’Amanda, déclare à la foule que sa fille a laissé derrière elle « un message majeur qui avait éveillé le monde et lui avait fait ouvrir les yeux, les oreilles et le cœur ».
Le mouvement hacktiviste Anonymous prétend qu’un homme de 32 ans aurait été le maître-chanteur et le principal harceleur d’Amanda Todd. Le groupe publie le nom et l’adresse de l’homme sur Internet, le situant dans la région de Vancouver, si bien que celui-ci reçoit des menaces. Après avoir enquêté sur cette information, la police conclut à des allégations injustifiées et dit que « les fausses informations, répandues par des gens qui semblent essayer d’utiliser l’histoire d’Amanda, pour nuire ou par appât du gain, n’était qu’un des défis auxquels ils faisaient face ».
Selon une entrevue avec le Vancouver Sun, la publication de son identité sur les sites des réseaux sociaux débouche sur plus de cinquante courriels et des milliers de menaces de mort sur Facebook. Un membre d’Anonymous tente de dissuader le groupe de publier l’information, en précisant qu’ils ont la bonne personne mais que l’adresse publiée appartient à quelqu’un d’autre. Le magazine Slate signale que la personne qui est en réalité le vrai coupable s’est révélé être âgé de 19 et non de 32 ans.

## Réseaux sociaux
Depuis le suicide d’Amanda Todd, plus d’un million d’utilisateurs ont « aimé » la page Facebook honorant sa mémoire. Parmi les commentaires positifs et les messages de soutien sont relevés des publications agressives, des images d’étrangers ou de personnes prétendant avoir été ses camarades de classe.
Le 19 octobre 2012, la police Néo-Zélandaise déclare questionner un garçon de 17 ans, originaire de Raglan, qui aurait mis en ligne des images inappropriées et dérangeantes sur la page en mémoire d’Amanda Todd. La police supprime les images et ferme le compte Facebook du garçon.

## Fondation Amanda Todd
La mère d’Amanda, Carol, a créé, le Amanda Todd Trust, à la Banque royale du Canada, destiné à recevoir des dons en faveur de programmes de sensibilisation à la lutte contre le harcèlement et des programmes destinés aux jeunes souffrant de problèmes de santé mentale. Une semaine après la mort d’Amanda, ABC News signale que des sites frauduleux sont créés prétendument pour solliciter des dons, citant une déclaration du sergent Peter Thiessen, agent chargé des relations avec les médias de la GRC : « Profiter de la douleur d’une famille est méprisable […] Nous voulons faire savoir qu’il n’y a qu’un seul vrai compte et que quiconque peut faire un don dans n’importe quelle branche de la Banque royale du Canada au Amanda Todd Trust. »

## Motion parlementaire, projets de loi et vie privée
À la suite du suicide d’Amanda Todd, une motion est introduite à la Chambre des communes du Canada par le parlementaire Dany Morin du Nouveau Parti démocratique. Cette motion vise à ouvrir une enquête sur l’impact du harcèlement au Canada et à renforcer le financement et le soutien aux associations luttant contre ce phénomène. Il est également prévu de préparer le terrain pour une stratégie nationale de prévention contre le harcèlement. Morin a lui-même vécu le harcèlement pendant sa scolarité.
Un premier projet de loi, « C-13 », a cristallisé l'opposition contre lui, et un second projet, « C-30 », est présenté en 2014 par le gouvernement fédéral d'Ottawa. Dans ses attendus, il cite le cas d'Amanda Todd et de deux autres jeunes ayant subi le même parcours. La mère d'Amanda Todd, tout en reconnaissant les efforts du gouvernement pour lutter contre la cyber-intimidation, se prononce publiquement contre le projet de loi en l'état, indiquant que selon elle il va trop loin dans les atteintes à la vie privée,. 
Le père d'une autre des victimes s'est dit favorable à la loi,.